# خوسيه موراليس (لاعب كرة قدم غواتيمالي)
خوسيه موراليس هو لاعب كرة قدم غواتيمالي، ولد في 3 ديسمبر 1996.